# Homogyne
Homogyne  Cass., 1816  è un genere di piante angiosperme dicotiledoni della famiglia delle Asteraceae (sottofamiglia Asteroideae).

## Etimologia
Il nome del genere (Homogyne = simile a femmina) è stato attribuito dal botanico e naturalista francese Alexandre Henri Gabriel de Cassini (1781 – 1832) in una pubblicazione del 1816 e indica la grande somiglianza (soprattutto nello stilo), nei capolini di queste piante, tra i fiori femminili periferici e quelli ermafroditi centrali.

## Descrizione

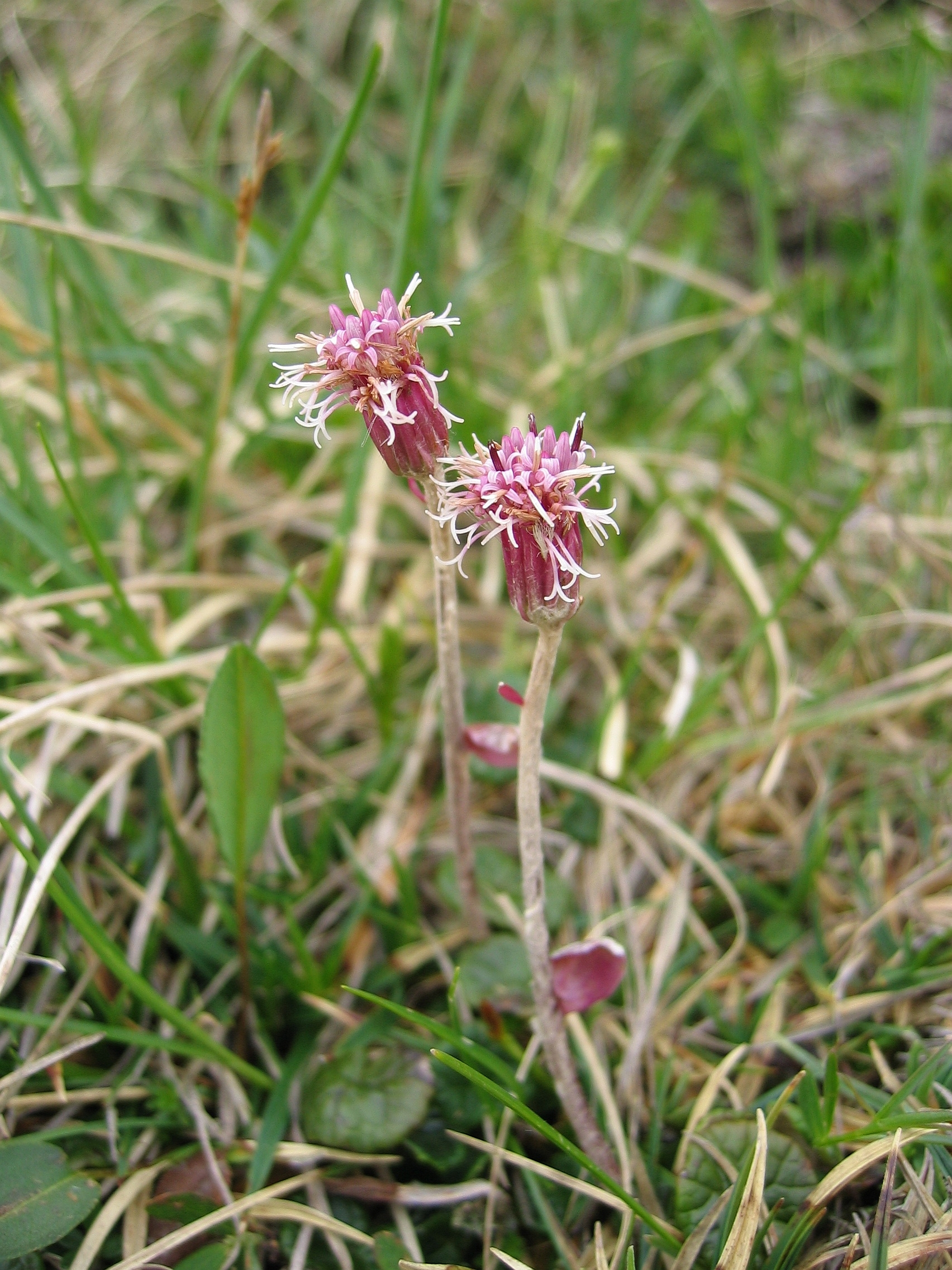
Il portamento
Homogyne discolor

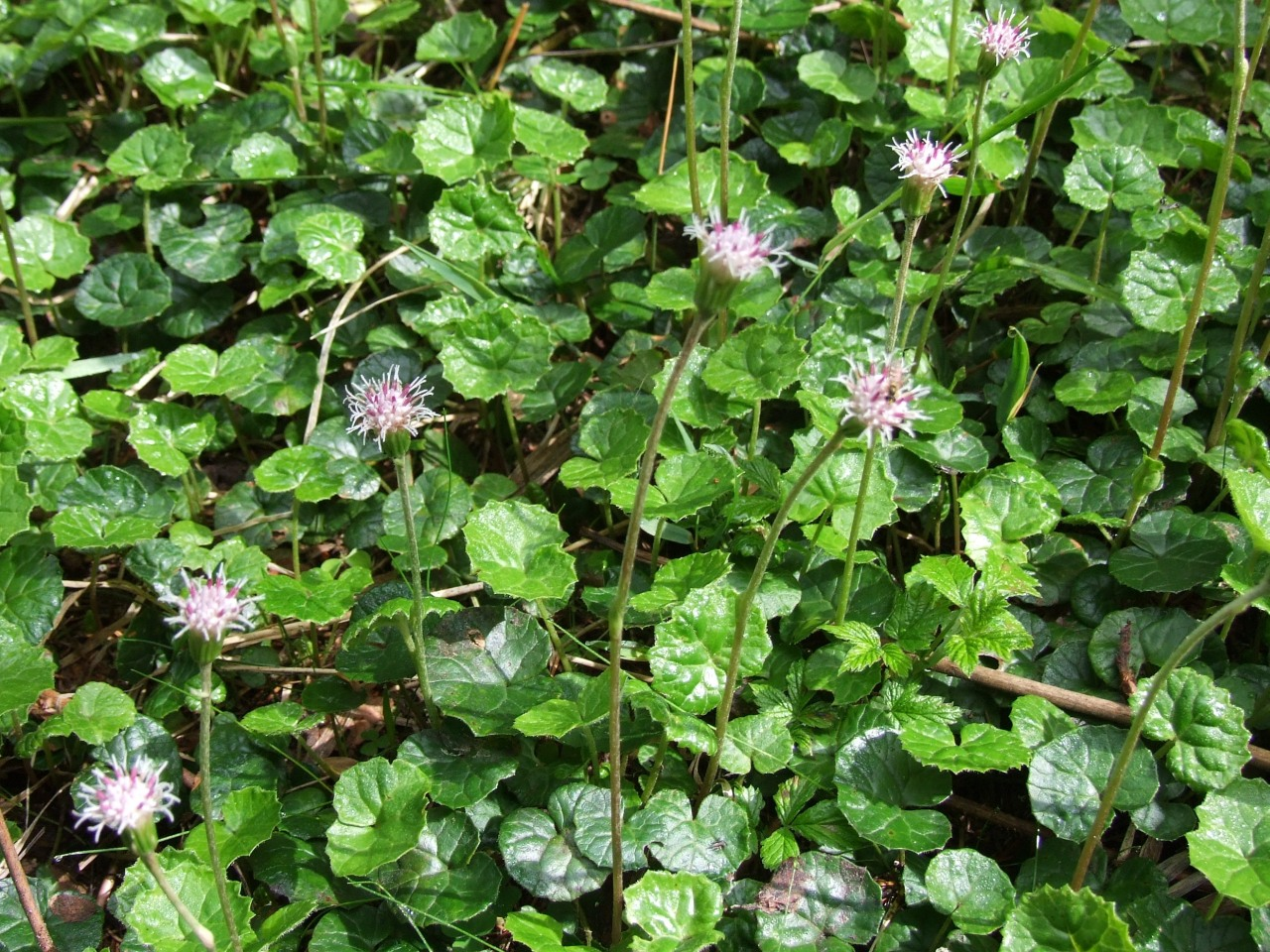
Le foglie
Homogyne alpina

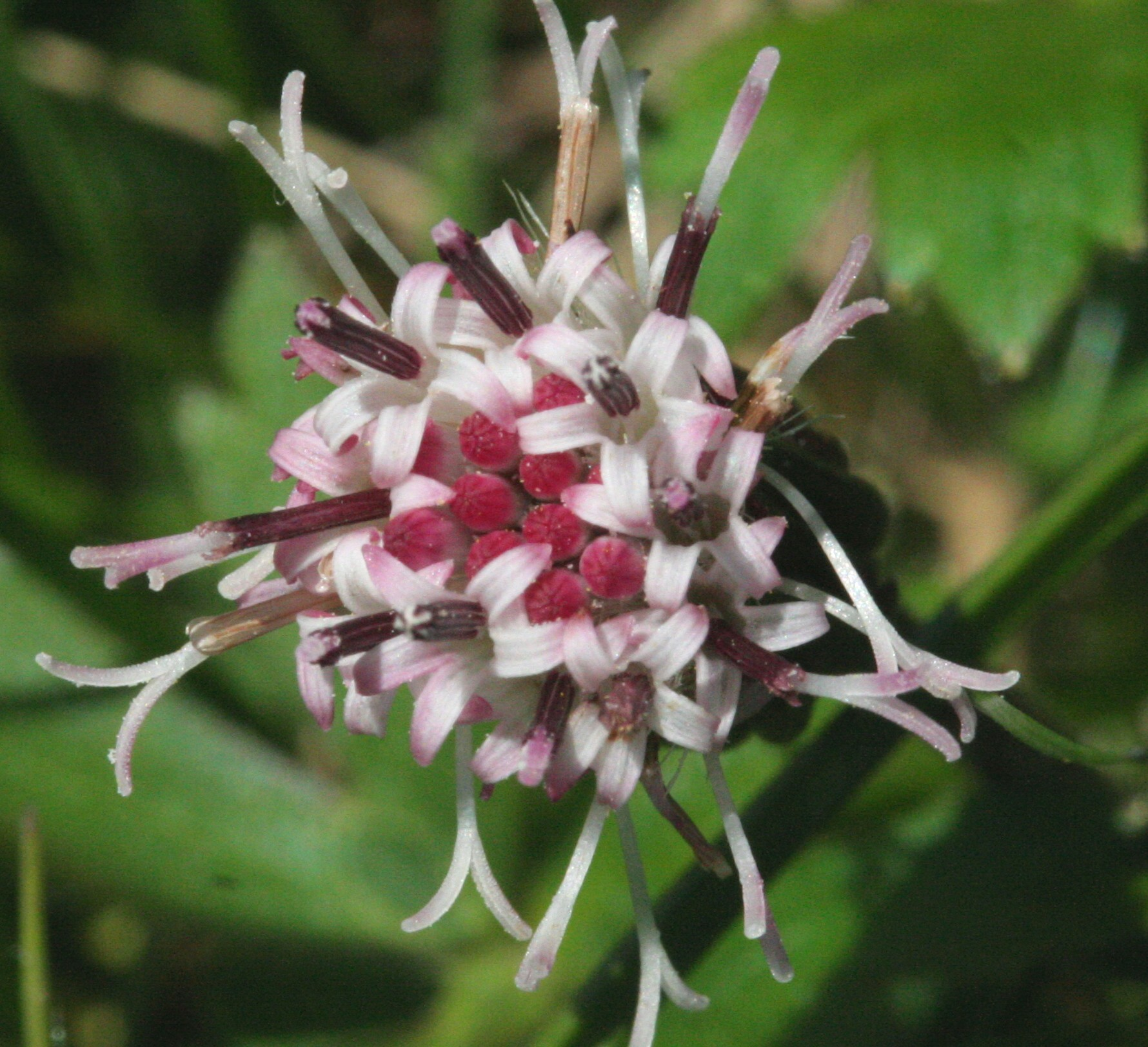
Infiorescenza
Homogyne alpina

Habitus. Le specie di questo genere hanno un habitus di tipo erbaceo perenne con altezze minime (mediamente 10 – 30 cm). La forma biologica del genere è emicriptofita rosulata (H ros); ossia sono piante perenni, con gemme svernanti al livello del suolo e protette dalla lettiera o dalla neve, con le foglie disposte a formare una rosetta basale.
Radici. Le radici sono secondarie da rizoma.
Fusto. 
- Parte ipogea: la parte sotterranea consiste in un rizoma strisciante.
- Parte epigea: il fusto (un unico stelo che porta generalmente un solo fiore)  è eretto-ascendente e semplice. Nella parte basale può essere pubescente.

Foglie. Le foglie sono sia basali che cauline disposte in modo alternato.
- Foglie basali: le foglie radicali sono coriacee (rugose o lisce) ma brillanti nel colore verde intenso della pagina superiore. Quella inferiore può essere verde oppure bianco-tomentose. La superficie è glabra, sono inoltre pubescenti lungo le nervature, mentre il bordo è dentato-crenato o lobato. La forma della lamina in genere è largamente cordata o reniforme e con una notevole insenatura al centro della base, ossia all'inserimento del picciolo. Queste foglie sono raccolte in rosette basali alla base dello scapo fiorale e appaiono insieme alla fioritura (contrariamente alle specie di altri generi vicini come Tussilago e Petasites le cui foglie si fanno vedere a fioritura finita).
- Foglie cauline: il fusto possiede due-tre brevi brattee (o foglie squamiformi) distanziate una dall'altra.

Infiorescenza. Le sinflorescenze sono composte da un solo capolino (raramente due). Le infiorescenze vere e proprie sono formate da un capolino terminale lungamente peduncolato di tipo radiato. Alla base dell'involucro (la struttura principale del capolino) può essere presente (ma non sempre) un calice formato da alcune brattee fogliacee. I capolini sono formati da un involucro, con forme cilindriche, composto da diverse brattee, al cui interno un ricettacolo fa da base ai fiori di due tipi: quelli esterni del raggio e quelli più interni del disco. Le brattee sono disposte in modo più o meno embricato di solito su una sola serie e possono essere connate alla base. Il ricettacolo, a volte alveolato, è nudo (senza pagliette a protezione della base dei fiori); la forma è convessa, piatta o conica.
Fiori.  I fiori sono tetra-ciclici (formati cioè da 4 verticilli: calice – corolla – androceo – gineceo) e pentameri (calice e corolla formati da 5 elementi). Sono inoltre ermafroditi, più precisamente i fiori del raggio (quelli ligulati e zigomorfi) sono femminili; in realtà, nelle specie di questo genere alla periferia sono presenti dei fiori femminili, ma sono sempre del tipo tubuloso ma più filiformi; mentre quelli del disco centrale (tubulosi e actinomorfi) sono bisessuali ("perfetti").
- Formula fiorale:

*/x K {\displaystyle \infty }, [C (5), A (5)], G 2 (infero), achenio
- Calice: i sepali del calice sono ridotti ad una coroncina di squame.
- Corolla: nella parte inferiore i petali della corolla sono saldati insieme e formano un tubo. In particolare le corolle dei fiori del disco centrale (tubulosi) terminano con delle fauci dilatate a raggiera con cinque brevi lobi più o meno patenti. Tutti i fiori sono profondamente divisi. Il colore delle corolle è bianco o rosa o bruno-porporino.
- Androceo: gli stami sono 5 con dei filamenti liberi. La parte basale del collare dei filamenti può essere dilatata. Le antere invece sono saldate fra di loro e formano un manicotto che circonda lo stilo. Le antere sono senza coda ("ecaudate"). La struttura delle antere è di tipo tetrasporangiato, raramente sono bisporangiate. Il tessuto endoteciale è radiale o polarizzato. Il polline è tricolporato (tipo "helianthoid").[10]
- Gineceo: lo stilo è biforcato con due stigmi nella parte apicale (le due estremità sono arcuate) e ben sporgente dal tubo corollino. La forma degli stigmi varia da subtroncata a ottusa; possono essere penicillate. L'apice degli stimmi possono essere arrossati. Le superfici stigmatiche sono continue.  L'ovario è infero uniloculare formato da 2 carpelli.

Frutti. I frutti sono degli acheni con pappo. La forma degli acheni è lineare; la superficie è percorsa da 5 - 10 coste longitudinali e può essere glabra o talvolta pubescente. Non sempre il carpoforo è distinguibile. Il pappo è formato da numerose setole snelle, bianche (peli semplici); possono essere sia persistenti che caduche; possono inoltre essere connate alla base.

## Biologia
Impollinazione: l'impollinazione avviene tramite insetti (impollinazione entomogama tramite farfalle diurne e notturne).

Riproduzione: la fecondazione avviene fondamentalmente tramite l'impollinazione dei fiori (vedi sopra).

Dispersione: i semi (gli acheni) cadendo a terra sono successivamente dispersi soprattutto da insetti tipo formiche (disseminazione mirmecoria). In questo tipo di piante avviene anche un altro tipo di dispersione: zoocoria. Infatti gli uncini delle brattee dell'involucro (se presenti) si agganciano ai peli degli animali di passaggio disperdendo così anche su lunghe distanze i semi della pianta. Inoltre per merito del pappo il vento può trasportare i semi anche a distanza di alcuni chilometri (disseminazione anemocora).

## Distribuzione e habitat
La distribuzione di questo genere è prevalentemente montano-europea: nelle Alpi, negli Appennini del nord, e nei vari rilievi europei dai Pirenei fino ai Carpazi. Nelle pianure (non sotto i 200 m s.l.m.) sono presenti in Austria, nel Montenegro e in Transilvania. Mentre l'habitat tipico sono i pascoli alpini, ma anche le brughiere e i boschi (pinete e gineprai). Sui rilievi, queste piante, possono frequentare delle “stazioni” fino ad una altitudine di 3.000 m s.l.m..

Tutte le specie di questo genere vivono sull'arco alpino. La tabella seguente mette in evidenza alcuni dati relativi all'habitat, al substrato e alla diffusione delle specie alpine.
| Specie | Comunità vegetali | Piani vegetazionali | Substrato | pH     | Livello trofico | H2O   | Ambiente             | Zona alpina         |
| --- | ----------------- | ------------------- | --------- | ------ | --------------- | ----- | -------------------- | ------------------- |
| H. alpina | 14                | subalpino alpino    | Ca/Si     | neutro | basso           | medio | F5 G1 H2 I1          | tutto l'arco alpino |
| H. discolor | 10                | subalpino alpino    | Ca        | basico | basso           | medio | C3 C4 F3 F5 F6 G1 H1 | TN BZ BL UD         |
| H. sylvestris | 14                | montano subalpino   | Ca        | basico | basso           | secco | G1 G4 H2 I1 I2       | UD                  |
| Legenda e note alla tabella. Substrato: con “Ca/Si” si intendono rocce di carattere intermedio (calcari silicei e simili). Zona alpina: vengono prese in considerazione solo le zone alpine del territorio italiano (sono indicate le sigle delle province). Comunità vegetali: 10 = comunità delle praterie rase dei piani subalpino e alpino con dominanza di emicriptofite; 14 = comunità forestali. Ambienti: C3 = ghiaioni, morene e pietraie; C4 = campi solcati; F3 = prati e pascoli mesofili e igrofili; F5 = praterie rase subalpine e alpine; F6 = vallette nivali; G1 = lande e popolamenti a lavanda; G4 = arbusteti e margini dei boschi; H1 = ontaneti verdi, saliceti subalpini; H2 = boscaglie di pini montani; I1 = boschi di conifere; I2 = boschi di latifoglie. |                   |                     |           |        |                 |       |                      |                     |

## Tassonomia
La famiglia di appartenenza di questa voce (Asteraceae o Compositae, nomen conservandum) probabilmente originaria del Sud America, è la più numerosa del mondo vegetale, comprende oltre 23.000 specie distribuite su 1.535 generi, oppure 22.750 specie e 1.530 generi secondo altre fonti (una delle checklist più aggiornata elenca fino a 1.679 generi). La famiglia attualmente (2021) è divisa in 16 sottofamiglie; la sottofamiglia Asteroideae è una di queste e rappresenta l'evoluzione più recente di tutta la famiglia.

### Filogenesi
Il genere di questa voce appartiene alla sottotribù Tussilagininae della tribù Senecioneae (una delle 21 tribù della sottofamiglia Asteroideae). La sottotribù descritta in tempi moderni da Bremer (1994), dopo le analisi di tipo filogenetico sul DNA del plastidio (Pelser et al., 2007) è risultata parafiletica con le sottotribù Othonninae e Brachyglottidinae annidiate al suo interno. Attualmente con questa nuova circoscrizione la sottotribù Tussilagininae s.s. risulta suddivisa in quattro subcladi.
Le “Tossilaggine”, tradizionalmente, fanno parte della sottofamiglia delle "Tubiflore" (o attualmente Asteroideae); sottofamiglia caratterizzata dall'avere capolini con fiori tubulosi al centro ed eventualmente fiori ligulati alla periferia, brattee dell'involucro ben sviluppate e frutti con pappo biancastro e morbido. Il genere di questa voce appartiene a un subclade abbastanza ben supportato comprendente i generi Endocellion, Homogyne, Petasites e Tussilago. Questi generi prediligono climi temperato/boreali in areali prevalentemente settentrionali e con una distribuzione eurasiatica con un unico rappresentante nel Nord America, vale a dire il polimorfo Petasites frigidus.
I caratteri distintivi del genere  Homogyne sono:
- i capolini (più o meno disciformi) sono scaposi lungamente peduncolati;
- i fiori periferici sono pochi e colorati di porpora (raramente bianco-rosati);
- le foglie sono contemporanee alla fioritura;
- i fiori centrali del capolino sono ermafroditi.

Il numero cromosomico delle specie di questo genere è: 2n = 56, 58, 60, 120, 130, 140 e 160. In particolare le specie italiane possono essere suddivise in due serie poliploidi con base x = 10: H. sylvestris e H. discolor sono esaploidi con 2n = 60; mentre H. alpina è 12-ploide con 2n = 120.

### Elenco delle specie
Questo genere ha 3 specie:
- Homogyne alpina (L.) Cass.
- Homogyne discolor  Cass.
- Homogyne sylvestris  (Scop.) Cass.

### Specie spontanee della flora italiana
Per meglio comprendere ed individuare le varie specie del genere (solamente per le specie spontanee della flora italiana) l'elenco seguente utilizza in parte il sistema delle chiavi analitiche:
- 1A: nelle foglie basali l'insenatura del picciolo è molto pronunciata (fino a ¼ della lamina), e sono divise in 5 – 9 lobi (quelli centrali hanno 3 denti);

- Homogyne sylvestris (Scop.) Cass. - Tossilaggine illirica: l'altezza varia da 15 a 25 cm; il ciclo biologico è perenne; la forma biologica è emicriptofita rosulata (H ros); il tipo corologico è Orofita – Sud Est Europeo; l'habitat tipico sono i boschi misti di Abete bianco e Faggio; la diffusione sul territorio italiano è circoscritta alle Alpi Giulie e alla Carnia ed è considerata specie rara; l'altitudine vegetazionale è compresa tra 200 e 1.500 m s.l.m..

- 1B: le foglie centrali sono intere, al più il bordo è dentellato (o crenato) in modo superficiale;

- 2A: la pagina inferiore delle foglie basali è colorata di verde chiaro con dei peli ghiandolari;

- Homogyne alpina (L.) Cass. - Tossilaggine alpina: l'altezza varia da 15 a 25 cm; il ciclo biologico è perenne; la forma biologica è emicriptofita rosulata (H ros); il tipo corologico è Orofita – Centro Europeo; l'habitat tipico sono i boschi, le brughiere a rododendri e i nardeti (associazione con piante della specie Nardus stricta); la diffusione sul territorio italiano è solo sulle Alpi e Appennini settentrionali; l'altitudine vegetazionale è compresa tra 800 e 2.200 m s.l.m..

- 2B: la pagina inferiore delle foglie basali è bianco-tomentosa (peli infeltriti);

- Homogyne discolor (Jacq.) Cass. - Tossilaggine bianca: l'altezza varia da 5 a 15 cm; il ciclo biologico è perenne; la forma biologica è emicriptofita rosulata (H ros); il tipo corologico è Endemica – Est Alpica; l'habitat tipico sono le vallette nivali e le zone lungamente innevate; la diffusione sul territorio italiano è relativa alle Alpi Orientali ed è considerata specie rara; l'altitudine vegetazionale è compresa tra 1.800 e 2.600 m s.l.m..

### Generi simili
Generi simili al Homogyne sono considerati  Petasites e Tussilago (a dimostrazione di ciò basta ricordare che inizialmente Linneo aveva ampiamente confuso tra di loro le varie specie di questi tre generi). Una certa somiglianza potrebbe essere riscontrabile con le specie del genere Petasites; i capolini in effetti sono molto simili ma con una grande differenza: l'infiorescenza dei Petasites è dotata di molti capolini, mentre l'infiorescenza della piante del genere di questa voce hanno un solo capolino. Le “Farfare” (uniche specie in Italia del genere Tussilago) sono invece molto diverse in quanto i capolini possiedono alla periferia i fiori ligulati (assenti nel genere Homogyne). Un altro elemento di differenziazione è la dimensione delle foglie che nelle specie di questo genere sono notevolmente più piccole.